# Hakea dohertyi
Hakea dohertyi är en tvåhjärtbladig växtart som beskrevs av Laurence Arnold Robert Haegi. Hakea dohertyi ingår i släktet Hakea och familjen Proteaceae. Inga underarter finns listade i Catalogue of Life.